# Mirada d'àngel
Mirada d'àngel (títol original: Angel Eyes) és una pel·lícula estatunidenca dirigida per Luis Mandoki, estrenada l'any 2001. Ha estat doblada al català.
Nominada el 2001 als Premis Razzie a la pitjor actriu (Jennifer Lopez)

## Argument
Sharon Pogue és una policia integre i valenta però amb una vida privada perduda. Una nit, escapa a la mort gràcies a Catch, un fosc vagabund que ha dedicat la seva vida a ajudar els altres. Errant de casa ocupada en casa ocupada, arrossega un passat fantasmal i dramàtic del qual guarda obstinadament el secret. De cop i volta, Sharon se sent atreta per l'home i el seu misteri.
No obstant això, Catch no es revela pas si desconegut que això a Sharon. Se són fins i tot trobats ben abans aquest episodi qui hi hauria pogut mal girar.
Tots dos cauen molt ràpidament enamorats. I van a haver de compondre tant encara que mal amb la seva història passada.

## Repartiment
- Jennifer Lopez: Sharon Pogue
- Jim Caviezel: Steven «Catch» Lambert
- Terrence Howard: Robby
- Sonia Braga: Josephine Pogue
- Jeremy Sisto: Larry
- Shirley Knight: Elanora Davis
- Victor Argo: Carl Pogue
- Monet Mazur: Kathy Pogue
- Jeremy Ratchford: Ray